# La Vicogne
Ne doit pas être confondu avec Abbaye de Vicogne.
La Vicogne est une commune française située dans le département de la Somme, en région Hauts-de-France.

## Géographie

### Localisation
La Vicogne est un village picard de l'Amiénois.
À vol d'oiseau, la localité est située à 6 km au nord de Villers-Bocage, 12 km au sud de Doullens, 18 km au nord d'Amiens, 35 km à l'est d'Abbeville et à 42 km au sud d'Arras.
Le territoire de la commune est limitrophe de ceux de cinq communes.
Les communes limitrophes sont  Beauquesne, Beauval, Candas, Naours et Talmas.

### Hydrographie

#### Réseau hydrographique
La commune est située dans le bassin Artois-Picardie. Elle est drainée par la Vicogne.

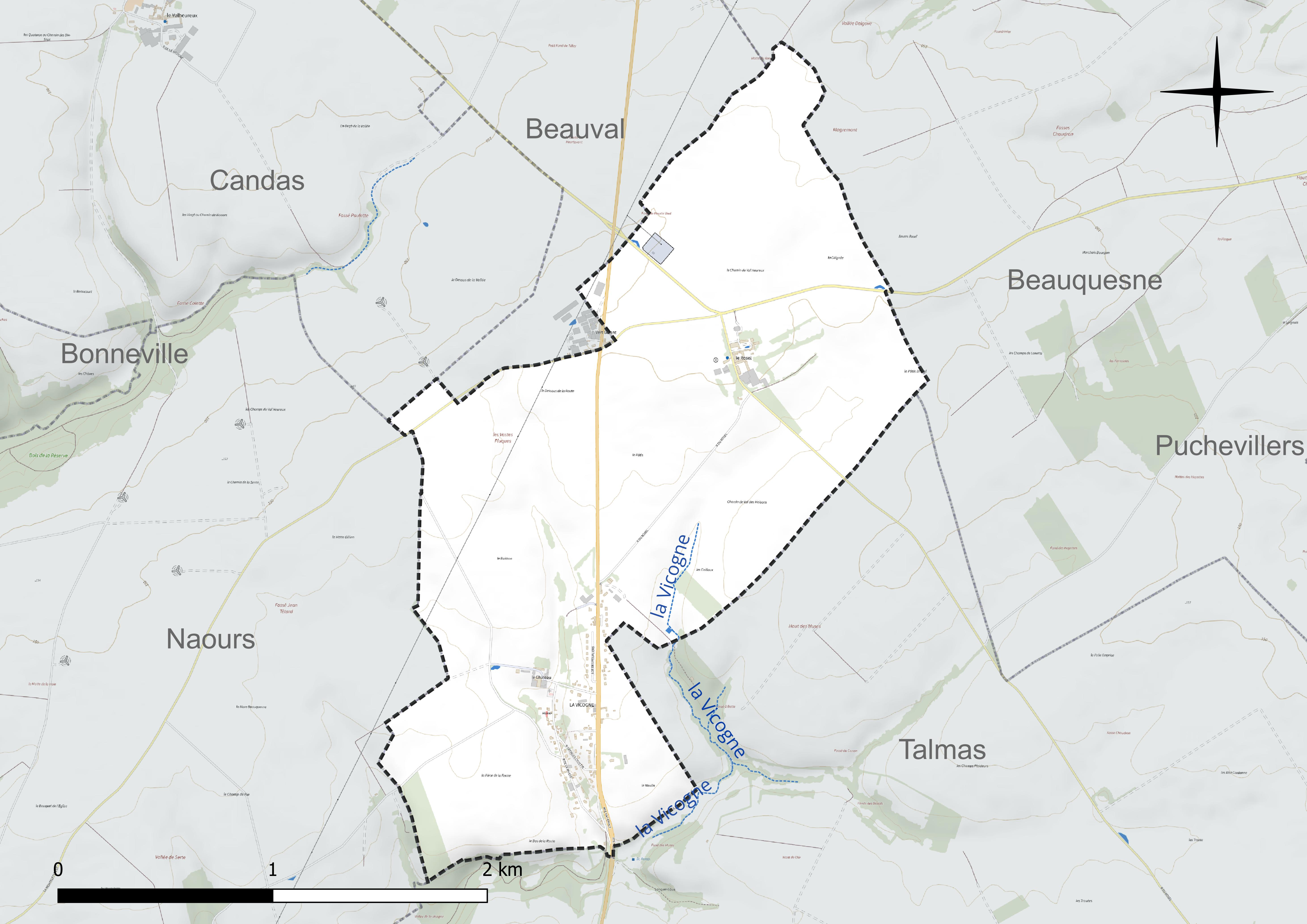
Réseau hydrographique de la Vicogne.

#### Gestion et qualité des eaux
Le territoire communal est couvert par le schéma d'aménagement et de gestion des eaux (SAGE) « Somme aval et Cours d'eau côtiers ». Ce document de planification concerne un territoire de 1 835 km2 de superficie, délimité par le bassin versant de la Somme canalisée. Le périmètre a été arrêté le 29 avril 2010 et le SAGE proprement dit a été approuvé le 6 août 2019. La structure porteuse de l'élaboration et de la mise en œuvre est le syndicat mixte d'aménagement hydraulique du bassin versant de la Somme (AMEVA).
La qualité des cours d'eau peut être consultée sur un site dédié géré par les agences de l'eau et l'Agence française pour la biodiversité.

### Climat
Pour des articles plus généraux, voir Climat des Hauts-de-France et Climat de la Somme.
En 2010, le climat de la commune est de type climat océanique dégradé des plaines du Centre et du Nord, selon une étude du CNRS s'appuyant sur une série de données couvrant la période 1971-2000. En 2020, Météo-France publie une typologie des climats de la France métropolitaine dans laquelle la commune est exposée à un climat océanique et est dans la région climatique Côtes de la Manche orientale, caractérisée par un faible ensoleillement (1 550 h/an) ; forte humidité de l'air (plus de 20 h/jour avec humidité relative > 80 % en hiver), vents forts fréquents.
Pour la période 1971-2000, la température annuelle moyenne est de 10,3 °C, avec une amplitude thermique annuelle de 14 °C. Le cumul annuel moyen de précipitations est de 806 mm, avec 12,6 jours de précipitations en janvier et 9,2 jours en juillet. Pour la période 1991-2020, la température moyenne annuelle observée sur la station météorologique la plus proche, située sur la commune de Bernaville à 14 km à vol d'oiseau, est de 10,4 °C et le cumul annuel moyen de précipitations est de 877,3 mm,. Pour l'avenir, les paramètres climatiques de la commune estimés pour 2050 selon différents scénarios d'émission de gaz à effet de serre sont consultables sur un site dédié publié par Météo-France en novembre 2022.

## Urbanisme

### Typologie
Au 1er janvier 2024, La Vicogne est catégorisée commune rurale à habitat dispersé, selon la nouvelle grille communale de densité à sept niveaux définie par l'Insee en 2022.
Elle est située hors unité urbaine. Par ailleurs la commune fait partie de l'aire d'attraction d'Amiens, dont elle est une commune de la couronne,. Cette aire, qui regroupe 369 communes, est catégorisée dans les aires de 200 000 à moins de 700 000 habitants,.

### Occupation des sols
L'occupation des sols de la commune, telle qu'elle ressort de la base de données européenne d'occupation biophysique des sols Corine Land Cover (CLC), est marquée par l'importance des territoires agricoles (91,2 % en 2018), en diminution par rapport à 1990 (99,9 %). La répartition détaillée en 2018 est la suivante :
terres arables (91,2 %), zones urbanisées (8,6 %), forêts (0,1 %). L'évolution de l'occupation des sols de la commune et de ses infrastructures peut être observée sur les différentes représentations cartographiques du territoire : la carte de Cassini (XVIIIe siècle), la carte d'état-major (1820-1866) et les cartes ou photos aériennes de l'IGN pour la période actuelle (1950 à aujourd'hui).

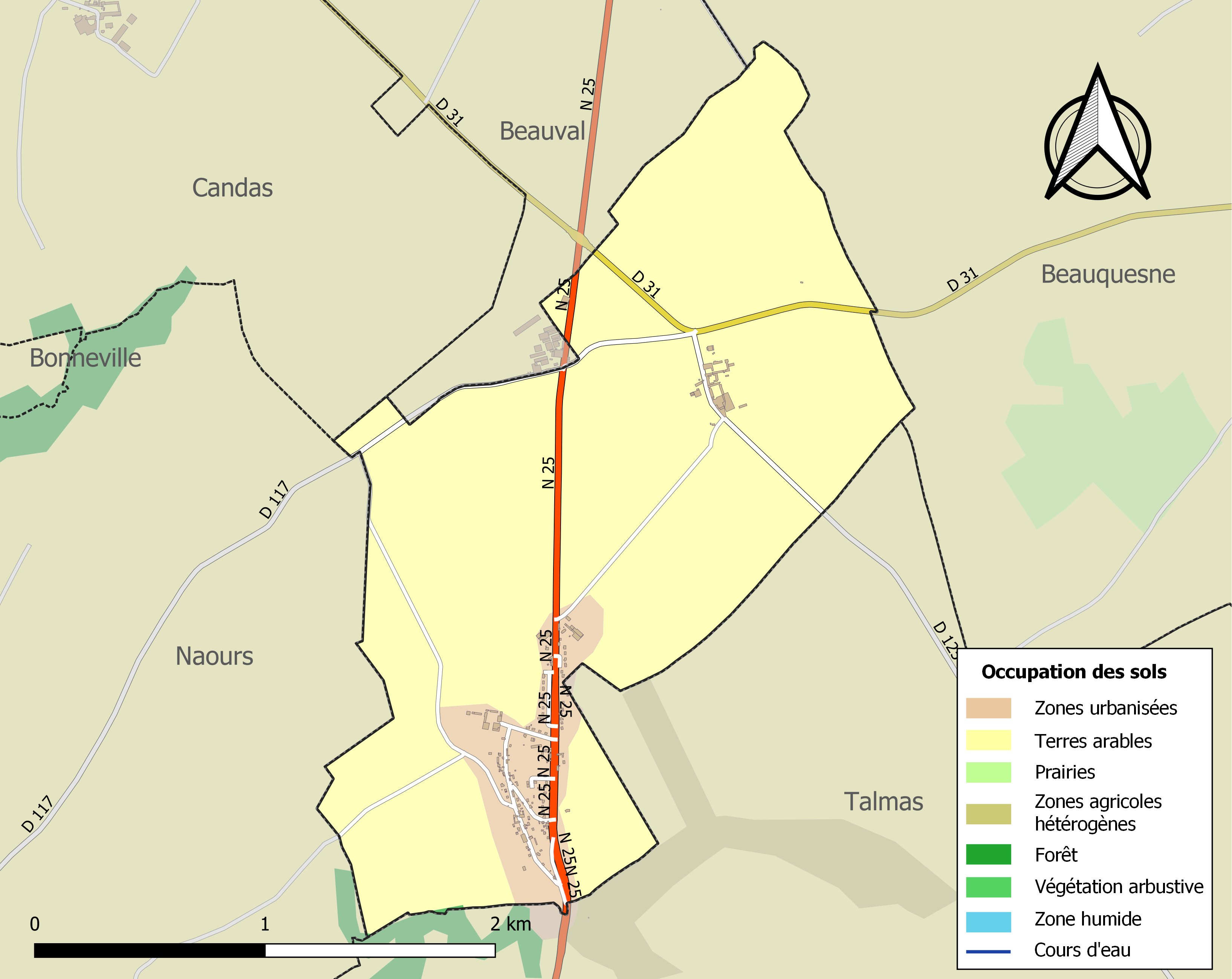
Carte des infrastructures et de l'occupation des sols de la commune en 2018 (CLC).

### Voies de communication et transports
La localité est desservie par la ligne d'autocars no 22 (Doullens - Villers-Bocage - Amiens) du réseau Trans'80, Hauts-de-France, tous les jours sauf le dimanche et les jours fériés.

## Toponymie
Nom d'une forêt vers les VIIe et VIIIe siècles à l'ouest de l'abbaye de Corbie en Picardie. Le nom du village est le dernier témoignage de cette forêt, défrichée à force d'essartages. Le lieu-dit La Vicogne sur Puchevillers et La haute Vicogne sur Hérissart peuvent servir un peu à délimiter cette ancienne forêt.
Le nom de la localité est attesté sous les formes Windegonia (660) ; Viconia (1144) ; Viconia desuper Naors (1224) ; Vichonia (1244) ; Le Viscongne (1253) ; Vicongne (1301) ; Viscongne (1301) ; La Viscoigne (1337) ; Le Vicongne (1515) ; Vicogne (1733) ; La Vicogne (1557) ; La Vigogne (1757) ; Lavicogne (1801).
Vicogne est une variante picarde de vigogne

## Politique et administration

### Intercommunalité
La commune fait partie de la communauté de communes du Territoire Nord Picardie après avoir fait partie de la communauté de communes Bocage Hallue.

### Liste des maires
| Période                                  | Période                      | Identité            | Étiquette | Qualité                        |
| ---------------------------------------- | ---------------------------- | ------------------- | --------- | ------------------------------ |
| Les données manquantes sont à compléter. |                              |                     |           |                                |
| avant 1995                               | 2008                         | Jean-Marie Magnier  |           |                                |
| mars 2008                                | 2014                         | Jean-Pierre Janquin |           |                                |
| 2014                                     | En cours (au 8 octobre 2020) | David Gallet        |           | Réélu pour le mandat 2020-2026 |

## Démographie
L'évolution du nombre d'habitants est connue à travers les recensements de la population effectués dans la commune depuis 1793. Pour les communes de moins de 10 000 habitants, une enquête de recensement portant sur toute la population est réalisée tous les cinq ans, les populations de référence des années intermédiaires étant quant à elles estimées par interpolation ou extrapolation. Pour la commune, le premier recensement exhaustif entrant dans le cadre du nouveau dispositif a été réalisé en 2006.

En 2022, la commune comptait 242 habitants, en évolution de −4,35 % par rapport à 2016 (Somme : −1,26 %, France hors Mayotte : +2,11 %).
| 1793 | 1800 | 1806 | 1821 | 1831 | 1836 | 1841 | 1846 | 1851 |
| ---- | ---- | ---- | ---- | ---- | ---- | ---- | ---- | ---- |
| 137  | 182  | 158  | 180  | 225  | 254  | 271  | 273  | 278  |

| 1856 | 1861 | 1866 | 1872 | 1876 | 1881 | 1886 | 1891 | 1896 |
| ---- | ---- | ---- | ---- | ---- | ---- | ---- | ---- | ---- |
| 304  | 317  | 264  | 256  | 270  | 184  | 182  | 195  | 176  |

| 1901 | 1906 | 1911 | 1921 | 1926 | 1931 | 1936 | 1946 | 1954 |
| ---- | ---- | ---- | ---- | ---- | ---- | ---- | ---- | ---- |
| 171  | 154  | 150  | 127  | 114  | 116  | 111  | 119  | 111  |

| 1962 | 1968 | 1975 | 1982 | 1990 | 1999 | 2006 | 2011 | 2016 |
| ---- | ---- | ---- | ---- | ---- | ---- | ---- | ---- | ---- |
| 85   | 86   | 100  | 151  | 168  | 195  | 236  | 251  | 253  |

| 2021 | 2022 | - | - | - | - | - | - | - |
| ---- | ---- | - | - | - | - | - | - | - |
| 244  | 242  | - | - | - | - | - | - | - |

## Culture locale et patrimoine

### Lieux et monuments

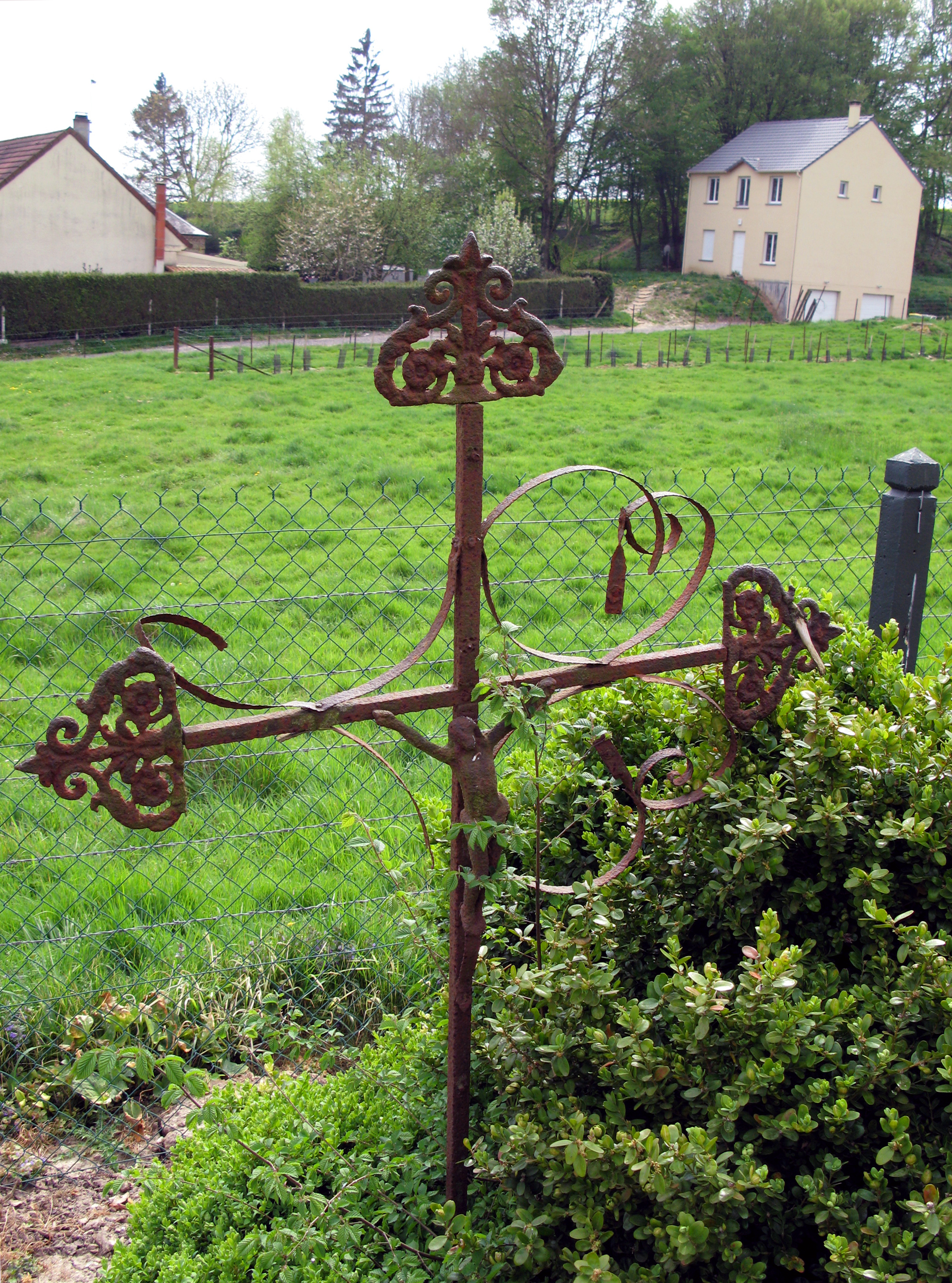
Croix de fer forgé au cimetière.

- Église Saint-Éloi, du XIXe siècle.
- Ancien château.

### Héraldique
| Blason de La Vicogne | Blason  | D'argent à la flamme de gueules ; chaussé haussé de sinople chargé de deux doloires adossées d'or, celle de dextre posée en bande et celle de senestre posée en barre. |
| Blason de La Vicogne | Détails | Les doloires sont tirées d'un sceau de Jean de Béthisy, seigneur de La Vicogne en 1216. Elles rappellent également le défrichement de la forêt de la Vicogne au XIIIe siècle, représentée par le champ de sinople. La flamme est reprise des armes de la famille Feuquel de La Vicogne, dont sont issus les seigneurs du lieu au XVIIIe siècle. Enfin, le chaussé haussé rappelle l'initiale « V » du nom de la commune. Adopté le 8 mars 2024. |